# Кристофър Хайд
Кристофър Хайд (на английски: Christopher Hyde) е канадски писател, автор на бестселъри в жанровете политически и исторически трилър, научна фантастика и хорър.
Пише и под псевдонимите Пол Кристофър (на английски: Paul Christopher), А. Дж. Холт (на английски: A J Holt) и съвместния псевдоним с брат си Николас Чейс (на английски: Nicholas Chase).

## Биография и творчество
Роден е на 26 май 1949 г. в Отава, Онтарио, Канада, в семейството на Лорънс Хайд (автор, илюстратор и продуцент) и Бети Маргьорит Бембридж (детски психолог).
В периода 1966 – 1968 г. е телевизионен оператор за „Canadian Broadcasting Corporation“ (CBC) в Отава. През 1969 и в периода 1973 – 1975 г. е в CBC Ванкувър. В периода 1970 – 1971 г. работи към CJOH-TV в Отава, а в периода 1971 – 1972 г. в организацията по образованието OECA в Онтарио. Работил е като анализатор на пазара, редактор, телевизионен журналист по модерни технологии, изследване и защита на околната среда.
На 23 юли 1975 г. се жени за Мария Спаркс. Имат 2 деца – Ной Стивънсън Спаркс и Челси Ориана Спаркс.
От 1975 г. Хайд се посвещава на писателската си кариера. Първият му политически трилър „The Wave“ (Вълната) на тема тероризъм е публикуван през 1979 г. и става бестселър.
През 2005 г. е издаден първият му исторически трилър „Бележникът на Микеланджело“ от поредицата „Фин Райън“ под псевдонима Пол Кристофър. Той става международен бестселър и прави писателя световноизвестен.
Кристофър Хайд живее със семейството си във Ванкувър.

## Произведения

### Като Кристофър Хайд

#### Самостоятелни романи
- The Wave (1979)
- Styx (1982)
- The Icarus Seal (1982)
- The Tenth Crusade (1983)
- Maxwell's Train (1984)
- Whisperland (1986)
- Jericho Falls (1986)
- Crestwood Heights (1988)
- Egypt Green (1989)
- White Lies (1990)
- Hard Target (1991)
- Black Dragon (1992)
- The Paranoid's Handbook (1994)
- A Gathering of Saints (1996)
- The Second Assassin (2002)
- Wisdom of the Bones (2003)
- The House of Special Purpose (2004)
- An American Spy (2005)

### Като Пол Кристофър

#### Серия „Фин Райън“ (Finn Ryan)
1. Michelangelo's Notebook (2005)
Бележникът на Микеланджело, изд.: ИК „Бард“, София (2005), прев. Любомир Николов – Нарви
2. The Lucifer Gospel (2006)
Евангелието на Луцифер, изд.: ИК „Бард“, София (2008), прев. Теодора Божилчева
3. Rembrandt's Ghost (2007)
Призракът на Рембранд, изд.: ИК „Бард“, София (2009), прев. Милена Илиева
4. The Aztec Heresy (2008)
Златото на Кортес, изд.: ИК „Бард“, София (2010), прев. Асен Георгиев

#### Серия „Тамплиерът – Джон Холидей“ (Templar)
1. The Sword of the Templars (2009)
Мечът на тамплиерите, изд.: ИК „Бард“, София (2013), прев. Милко Стоименов
2. The Templar Cross (2009)
Кръстът на тамплиерите, изд.: ИК „Бард“, София (2015), прев. Милко Стоименов
3. The Templar Throne (2010)
Тронът на тамплиерите, изд.: ИК „Бард“, София (2017), прев. Венцислав Божилов
4. The Templar Conspiracy (2011)
5. The Templar Legion (2011)
6. Red Templar (2012)
7. Valley of the Templars (2012)
Долината на тамплиерите, изд.: ИК „Бард“, София (2020), прев. Радослав Христов
8. Lost City of the Templars (2013)
Изгубеният град на тамплиерите, изд.: ИК „Бард“, София (2019), прев. Радослав Христов
9. Secret of the Templars (2015)
Тайната на тамплиерите, изд.: ИК „Бард“, София (2021), прев. Ивайла Божанова

### Като А. Дж. Холт

#### Самостоятелни романи
- Unforgiven (1997)

#### Серия „Джей Флетчър“ (Jay Fletcher)
1. Watch Me (1995)
2. Catch Me (1999)

### Като Николас Чейс

#### Самостоятелни романи
- Locksley: The Story of Robin Hood (1983)